# Hiperszöveges irodalom
A hiperszöveges irodalom a hiperszöveg specifikus lehetőségeit – nemlineáris szövegszerkesztés, a szövegrészek, gondolati egységek, hiperszöveges elemek összekapcsolása hiperhivatkozásokkal – kihasználó, elsősorban digitálisan megjeleníthető irodalmi forma, módszer, ábrázolási technika.
A hiperszöveges irodalom lehet szövegközpontú, de kibővülhet audiovizuális elemekkel is, vagyis a hiperszöveges irodalom és a hipermediális művészet közötti határ nem mindig húzható meg egyértelműen.